# Amaxia beata
Amaxia beata là một loài bướm đêm thuộc phân họ Arctiinae, họ Erebidae.